# بطولة كولومبيا المفتوحة للتنس
بطولة كولومبيا المفتوحة للتنس هي بطولة تلعب على الأراضي الصلبة , وتندرج تحت قائمة بطولات رابطة محترفي كرة المضرب ال250 نقطة. تقام البطولة في مدينة بوغوتا في كولومبيا.

## روابط خارجية
- بطولة كولومبيا المفتوحة للتنس على موقع رابطة محترفات التنس (الإنجليزية)